# Harsin (Verwaltungsbezirk)
Harsin (persisch شهرستان هرسین) ist ein Schahrestan in der Provinz Kermānschāh im Iran. Er enthält die Stadt Harsin, welche die Hauptstadt des Verwaltungsbezirks ist.

## Kreise
- Zentral (بخش مرکزی)
- Bisotun (بخش گهواره)

## Demografie
Bei der Volkszählung 2016 betrug die Einwohnerzahl des Schahrestan 78.350. Die Alphabetisierung lag bei 79 Prozent der Bevölkerung. Knapp 63 Prozent der Bevölkerung lebten in urbanen Regionen.
| Zensusjahr | Einwohnerzahl |
| ---------- | ------------- |
| 2011       | 86.342        |
| 2016       | 78.350        |